# LIV Legislatura del Congreso de la Unión de México
La LIV Legislatura del Congreso de la Unión está conformada por los senadores y los diputados miembros de sus respectivas cámaras. Tuvo una duración extraordinaria de tres años y dos meses, iniciando el día 1 de septiembre de 1988 y concluyendo el 31 de octubre de 1991.
Los senadores y diputados fueron elegidos para su cargo en las Elecciones de 1988: los senadores fueron elegidos en una fórmula doble por cada estado, el primer senador por un periodo de seis años (por lo que ejerció su cargo también en la siguiente legislatura), el segundo por un periodo de tres correspondiente a una sola legislatura. Los diputados fueron elegidos para un periodo de tres años.
Fueron las primeras elecciones en las cuales el Partido Revolucionario Institucional no logró tres cuartas partes de la Cámara de Diputados y fueron por primera vez electos Senadores de oposición.
La conformación de la LIV Legislatura fue como sigue:

## Senado de la República
Los miembros del Senado de la República fueron elegidos 32 para un periodo de seis años y 32 por un periodo de tres años, dando un total de 64 senadores, dos por cada estado y el Distrito Federal.

### Número de Senadores por partido político
|  | Partido                              | Senadores |
|  | ------------------------------------ | --------- |
|  | Partido Revolucionario Institucional | 60        |
|  | Partido de la Revolución Democrática | 4         |

- Fueron elegidos bajo la denominación del Frente Democrático Nacional y en 1989 pasaron al PRD.

Los 64 Senadores que conforman la LIV Legislatura son los siguientes:

### Senadores por entidad federativa
| Estado              | Senador                                                         | Partido | Estado           | Senador                                                   | Partido |
| ------------------- | --------------------------------------------------------------- | ------- | ---------------- | --------------------------------------------------------- | ------- |
| Aguascalientes      | Héctor Hugo Olivares Ventura                                    |         | Nayarit          | Emilio M. González                                        |         |
| Aguascalientes      | Benjamín Zarzosa Díaz                                           |         | Nayarit          | Julián Gascón Mercado                                     |         |
| Baja California     | César Moreno Martínez de Escobar Suple a Margarita Ortega Villa |         | Nuevo León       | Alfonso Martínez Domínguez                                |         |
| Baja California     | Gustavo Adolfo Almaraz                                          |         | Nuevo León       | Ricardo Canavati Tafich                                   |         |
| Baja California Sur | Raúl Carrillo Silva                                             |         | Oaxaca           | Idolina Moguel Contreras                                  |         |
| Baja California Sur | José Antonio Valdivia                                           |         | Oaxaca           | Luis Martínez Fernández del Campo                         |         |
| Campeche            | Jorge Adolfo Vega Camacho                                       |         | Puebla           | Blas Chumacero                                            |         |
| Campeche            | Francisco Solís Rodríguez                                       |         | Puebla           | Alfredo Toxqui                                            |         |
| Chiapas             | José Antonio Melgar Aranda                                      |         | Querétaro        | Ernesto Luque Feregrino                                   |         |
| Chiapas             | Blanca Ruth Esponda Espinosa                                    |         | Querétaro        | N/D Suple a Enrique Burgos García                         |         |
| Chihuahua           | Saúl González Herrera                                           |         | Quintana Roo     | Joaquín González Castro                                   |         |
| Chihuahua           | Alonso Aguirre Ramos                                            |         | Quintana Roo     | María Cristina Sangri Aguilar                             |         |
| Coahuila            | Oscar Ramírez Mijares                                           |         | San Luis Potosí  | Carlos Jonguitud Barrios                                  |         |
| Coahuila            | Gaspar Valdés Valdés                                            |         | San Luis Potosí  | Fernando Silva Nieto                                      |         |
| Colima              | Roberto Ánzar Martínez                                          |         | Sinaloa          | Salvador Esquer Apodaca                                   |         |
| Colima              | Graciela Larios Rivas                                           |         | Sinaloa          | Mario Alfonso Niebla Álvarez                              |         |
| Durango             | Maximiliano Silerio Esparza                                     |         | Sonora           | Armando Hopkins Durazo Suple a Luis Donaldo Colosio       |         |
| Durango             | Héctor Mayagoitia Domínguez                                     |         | Sonora           | Bulmaro Pacheco Moreno Suple a Manlio Fabio Beltrones     |         |
| Guanajuato          | José de Jesús Padilla Padilla                                   |         | Tabasco          | Nicolás Reynés Berazaluce                                 |         |
| Guanajuato          | Martín Montaño Arteaga                                          |         | Tabasco          | Roberto Madrazo Pintado                                   |         |
| Guerrero            | Netzahualcóyotl de la Vega                                      |         | Tamaulipas       | Ricardo Camero Cardiel                                    |         |
| Guerrero            | Antonio Jaimes Aguilar                                          |         | Tamaulipas       | Laura Alicia Garza Galindo                                |         |
| Hidalgo             | Humberto Lugo Gil                                               |         | Tlaxcala         | Alberto Juárez Blancas                                    |         |
| Hidalgo             | Julieta Guevara Bautista                                        |         | Tlaxcala         | Álvaro Salazar Lozano                                     |         |
| Jalisco             | Justino Delgado Caloca                                          |         | Veracruz         | Alger León Moreno                                         |         |
| Jalisco             | María Esther Scherman                                           |         | Veracruz         | Julio Patiño Rodríguez                                    |         |
| Estado de México    | Leonardo Rodríguez Alcaine                                      |         | Yucatán          | José Nerio Torres Ortiz Suple a Dulce María Sauri Riancho |         |
| Estado de México    | Jesús Alcántara Miranda                                         |         | Yucatán          | Gonzalo Navarro Báez                                      |         |
| Michoacán           | Roberto Robles Garnica                                          |         | Zacatecas        | Gustavo Salinas Íñiguez                                   |         |
| Michoacán           | Cristóbal Arias Solís                                           |         | Zacatecas        | Eliseo Rangel Gaspar                                      |         |
| Morelos             | Jesús Rodríguez y Rodríguez                                     |         | Distrito Federal | Porfirio Muñoz Ledo                                       |         |
| Morelos             | Hugo Domenzain Guzmán                                           |         | Distrito Federal | Ifigenia Martínez                                         |         |

### Coordinadores parlamentarios
- Partido Revolucionario Institucional: 
  - Netzahualcóyotl de la Vega
- Partido de la Revolución Democrática: 
  - Porfirio Muñoz Ledo

## Cámara de Diputados
Debido a las reformas a la Ley electoral llevados a cabo en 1986, la Cámara de Diputados estuvo compuesta a partir de esta legislatura por 500 legisladores electos para un periodo de 3 años y no reelegibles para el periodo inmediato. 300 Diputados fueron elegidos mediante voto directo por cada uno de los Distritos Electorales del país, y los otros 200 mediando un sistema de listas votadas en cada una de las Circunscripciones electorales.
La composición de la Cámara de Diputados en la LIV Legislatura fue la que sigue:

### Número de Diputados por partido político
|       | Partido                                                  | Diputados |
| ----- | -------------------------------------------------------- | --------- |
|       | Partido Acción Nacional                                  | 101       |
|       | Partido Revolucionario Institucional                     | 262       |
|       | Partido Popular Socialista                               | 49        |
|       | Partido Auténtico de la Revolución Mexicana              | 30        |
|       | Partido del Frente Cardenista de Reconstrucción Nacional | 36        |
|       | Partido de la Revolución Democrática                     | 22        |
| Total | Total                                                    | 500       |

### Diputados por distrito uninominal (mayoría relativa)
| Estado              | Distrito | Diputado                                                  | Partido | Estado          | Distrito | Diputado                                                            | Partido |
| ------------------- | -------- | --------------------------------------------------------- | ------- | --------------- | -------- | ------------------------------------------------------------------- | ------- |
| Aguascalientes      | 1        | Manuel González Díaz de León                              |         | México          | 16       | Alfredo Reyes Contreras                                             |         |
| Aguascalientes      | 2        | Augusto Gómez Villanueva                                  |         | México          | 17       | Heberto Barrera Velázquez                                           |         |
| Baja California     | 1        | Jesús Armando Hernández Montaño                           |         | México          | 18       | Astolfo Vicencio Tovar                                              |         |
| Baja California     | 2        | Bernardo Sánchez Ríos                                     |         | México          | 19       | Mario Ruiz de Chávez y García                                       |         |
| Baja California     | 3        | Luis González Ruiz                                        |         | México          | 20       | Mario Galicía Vargas                                                |         |
| Baja California     | 4        | Miguel Díaz Muñoz                                         |         | México          | 21       | Cecilio Barrera Reyes                                               |         |
| Baja California     | 5        | René Óscar Treviño Arredondo                              |         | México          | 22       | Francisco Javier López González                                     |         |
| Baja California     | 6        | Mercedes Erdmann Baltazar                                 |         | México          | 23       | Enrique Riva Palacio Galicia                                        |         |
| Baja California Sur | 1        | José Luis Parra Rubio                                     |         | México          | 24       | J.Jesús Ixta Serna                                                  |         |
| Baja California Sur | 2        | Antonio Manríquez Guluarte                                |         | México          | 25       | Delfino Ronquillo Nava                                              |         |
| Campeche            | 1        | Eraclio Soberanis Sosa                                    |         | México          | 26       | Maurilio Hernández González                                         |         |
| Campeche            | 2        | Jorge Enrique Minet Ortiz                                 |         | México          | 27       | Mauricio Valdés Rodríguez                                           |         |
| Chiapas             | 1        | Antonio Pariente Algarín                                  |         | México          | 28       | Teresa Narro y Ramírez                                              |         |
| Chiapas             | 2        | Javier López Moreno                                       |         | México          | 29       | Guadalupe M. García Rivas Palmeros                                  |         |
| Chiapas             | 3        | José Javier Culebro Siles                                 |         | México          | 30       | Isaac Bueno Soria                                                   |         |
| Chiapas             | 4        | Sami David David                                          |         | México          | 31       | Cuauhtémoc de Anda Gutiérrez                                        |         |
| Chiapas             | 5        | César Ricardo Naumann Escobar                             |         | México          | 32       | Margarita Sánchez Gavito Díaz                                       |         |
| Chiapas             | 6        | Romeo Ruiz Armento                                        |         | México          | 33       | Ruth Olvera Nieto                                                   |         |
| Chiapas             | 7        | Nefthalí Rojas Hidalgo                                    |         | México          | 34       | Juan Ugarte Córtes                                                  |         |
| Chiapas             | 8        | Leyber Martínez González                                  |         | Michoacán       | 1        | Octavio Ortiz Melgarejo                                             |         |
| Chiapas             | 9        | Areli Madrid Tovilla                                      |         | Michoacán       | 2        | Humberto Urquiza Marín                                              |         |
| Chihuahua           | 1        | David Gómez Reyes                                         |         | Michoacán       | 3        | Lorenzo Martínez Gómez                                              |         |
| Chihuahua           | 2        | Rafael Chávez Rodríguez                                   |         | Michoacán       | 4        | Alfredo Torres Robledo                                              |         |
| Chihuahua           | 3        | Miguel Agustín Corral                                     |         | Michoacán       | 5        | Rodolfo Paniagua Álvarez                                            |         |
| Chihuahua           | 4        | Santiago Rodríguez del Valle                              |         | Michoacán       | 6        | Francisco Curi Pérez Fernández                                      |         |
| Chihuahua           | 5        | Jorge Esteban Sandoval                                    |         | Michoacán       | 7        | Huber González Jarillo                                              |         |
| Chihuahua           | 6        | Oscar Villalobos Chávez Suple a Arturo Armendáriz Delgado |         | Michoacán       | 8        | Hiram Rivera Teja                                                   |         |
| Chihuahua           | 7        | Carlos Barranco Fuentes                                   |         | Michoacán       | 9        | Raúl Reyes Ramírez                                                  |         |
| Chihuahua           | 8        | Eliher Flores Prieto                                      |         | Michoacán       | 10       | Vicente Luis Coca Álvarez                                           |         |
| Chihuahua           | 9        | Rebeca Anchondo Fernández                                 |         | Michoacán       | 11       | Pablo García Figueroa                                               |         |
| Chihuahua           | 10       | Artemio Iglesias Miramontes                               |         | Michoacán       | 12       | Isidro Aguilera Ortiz                                               |         |
| Coahuila            | 1        | Enrique Martínez y Martínez                               |         | Michoacán       | 13       | Rafael Melgoza Radillo                                              |         |
| Coahuila            | 2        | Alicia López de la Torre                                  |         | Morelos         | 1        | Mario Rojas Alba                                                    |         |
| Coahuila            | 3        | Benigno Gil de los Santos                                 |         | Morelos         | 2        | Saturnino Solano Pérez                                              |         |
| Coahuila            | 4        | Rogelio Montemayor Seguy                                  |         | Morelos         | 3        | Carlos Enrique Sánchez Mendoza                                      |         |
| Coahuila            | 5        | Ignacio Dávila Sánchez                                    |         | Morelos         | 4        | Pablo Torres Chávez                                                 |         |
| Coahuila            | 6        | Humberto Roque Villanueva                                 |         | Nayarit         | 1        | Salvador Sánchez Vázquez                                            |         |
| Coahuila            | 7        | Noé Fernando Garza Flores                                 |         | Nayarit         | 2        | Ignacio González Barragán                                           |         |
| Colima              | 1        | Socorro Díaz Palacios                                     |         | Nayarit         | 3        | Olga López Castillo                                                 |         |
| Colima              | 2        | Juan Mesina Alatorre                                      |         | Nuevo León      | 1        | Juan Javier Belmares de León Suple a Benjamín Clariond Reyes Retana |         |
| Distrito Federal    | 1        | Jaime Guillermo Aviña Zepeda                              |         | Nuevo León      | 2        | Luis Humberto Hinojosa Ochoa                                        |         |
| Distrito Federal    | 2        | Onofre Hernández Rivera                                   |         | Nuevo León      | 3        | Felipe Onofre Zambrano Páez                                         |         |
| Distrito Federal    | 3        | Juan Francisco Díaz Aguirre                               |         | Nuevo León      | 4        | Agustín Serna Servín                                                |         |
| Distrito Federal    | 4        | Jesús Anlen López                                         |         | Nuevo León      | 5        | Eleazar Bazaldúa Bazaldúa                                           |         |
| Distrito Federal    | 5        | Ramón Choreño Sánchez                                     |         | Nuevo León      | 6        | Napoleón Cantú Cerna                                                |         |
| Distrito Federal    | 6        | Sara Villalpando Núñez                                    |         | Nuevo León      | 7        | Ismael Garza T. González                                            |         |
| Distrito Federal    | 7        | José Antonio Fernández Sánchez                            |         | Nuevo León      | 8        | Rosalio Elías Zúñiga Gutiérrez                                      |         |
| Distrito Federal    | 8        | Ignacio López Tarso                                       |         | Nuevo León      | 9        | María Elena Chapa Hernández                                         |         |
| Distrito Federal    | 9        | Magdaleno Gutiérrez Herrera                               |         | Nuevo León      | 10       | Yolanda Minerva García Treviño                                      |         |
| Distrito Federal    | 10       | Jorge Gómez Villareal                                     |         | Nuevo León      | 11       | Raúl Caballero Escamilla                                            |         |
| Distrito Federal    | 11       | Patricia Garduño Morales                                  |         | Oaxaca          | 1        | José Murat Casab                                                    |         |
| Distrito Federal    | 12       | Fernando Sologuren Bautista                               |         | Oaxaca          | 2        | Artemio Meixueiro Siguenza                                          |         |
| Distrito Federal    | 13       | Hilda Anderson Nevárez                                    |         | Oaxaca          | 3        | Raúl Bolaños Cacho Guzmán                                           |         |
| Distrito Federal    | 14       | Serafín Ramírez Ramírez                                   |         | Oaxaca          | 4        | Juan José Moreno Sada                                               |         |
| Distrito Federal    | 15       | Pedro A. Salazar Muciño                                   |         | Oaxaca          | 5        | Diódoro Carrasco Palacios                                           |         |
| Distrito Federal    | 16       | José Arturo Ocampo Villalobos                             |         | Oaxaca          | 6        | Eloy Argos García Aguilar                                           |         |
| Distrito Federal    | 17       | José Luis Luege Tamargo                                   |         | Oaxaca          | 7        | María Teresa Chagoya Méndez                                         |         |
| Distrito Federal    | 18       | Claudia Esqueda Llanes                                    |         | Oaxaca          | 8        | Cirila Sánchez Mendoza                                              |         |
| Distrito Federal    | 19       | Eleazar Cervantes Medina                                  |         | Oaxaca          | 9        | Jorge González Llescas                                              |         |
| Distrito Federal    | 20       | Sóstenes Melgarejo Fraga                                  |         | Oaxaca          | 10       | Jorge Camacho Cabrera                                               |         |
| Distrito Federal    | 21       | Víctor M. Sarabía Luna                                    |         | Puebla          | 1        | Víctor Manuel Carreto Fernández de Lara                             |         |
| Distrito Federal    | 22       | Rosario Guerra Díaz                                       |         | Puebla          | 2        | Carlos Enrique Grajales Sálas                                       |         |
| Distrito Federal    | 23       | Esther Kolteniuk Toyber                                   |         | Puebla          | 3        | César Alfonso Neri Ávila                                            |         |
| Distrito Federal    | 24       | Guillermo Jiménez Morales                                 |         | Puebla          | 4        | Serafín Sánchez Campos                                              |         |
| Distrito Federal    | 25       | Demetrio Sodi de la Tijera                                |         | Puebla          | 5        | Cupertino Alejo Domínguez                                           |         |
| Distrito Federal    | 26       | Jorge Schiaffino Isunza                                   |         | Puebla          | 6        | Willebaldo García de la Cadena Romero                               |         |
| Distrito Federal    | 27       | Juan José Hernández Trejo                                 |         | Puebla          | 7        | Francisco Sálas Hernández                                           |         |
| Distrito Federal    | 28       | Adolfo Barrientos Parra                                   |         | Puebla          | 8        | Rafael Campos López                                                 |         |
| Distrito Federal    | 29       | Guillermo Islas Olguín                                    |         | Puebla          | 9        | Alejandro Paredes Jurado                                            |         |
| Distrito Federal    | 30       | Mario Vargas Saldaña                                      |         | Puebla          | 10       | Alberto Amador Leal                                                 |         |
| Distrito Federal    | 31       | José Luis Alfonso Sampayo                                 |         | Puebla          | 11       | Miguel Quiroz Pérez                                                 |         |
| Distrito Federal    | 32       | Joaquín Álvarez Ordóñez                                   |         | Puebla          | 12       | Marco Antonio Rojas Flores                                          |         |
| Distrito Federal    | 33       | Antonio Lozano Gracia                                     |         | Puebla          | 13       | Armando Roberto Moreno Nava                                         |         |
| Distrito Federal    | 34       | Juan José Osorio Palacios                                 |         | Puebla          | 14       | Marina Blanco Casco                                                 |         |
| Distrito Federal    | 35       | José I. Cuauhtémoc Paleta                                 |         | Querétaro       | 1        | María Elena Martínez Carranza                                       |         |
| Distrito Federal    | 36       | Federico Ruiz López                                       |         | Querétaro       | 2        | Octaviano Camargo Rojas                                             |         |
| Distrito Federal    | 37       | Miguel Aroche Parra                                       |         | Querétaro       | 3        | Benjamín Edgardo Rocha Pedraza                                      |         |
| Distrito Federal    | 38       | Marcela Lombardo Otero                                    |         | Quintana Roo    | 1        | Elina Elfi Coral Castilla                                           |         |
| Distrito Federal    | 39       | Juan Miguel Alcántara Soria                               |         | Quintana Roo    | 2        | Isidoro Victoria Mendoza de la Cruz                                 |         |
| Distrito Federal    | 40       | Álvaro Gárces Rojas                                       |         | San Luis Potosí | 1        | Alejandro Zapata Perogordo Suple a Mario Leal Campos                |         |
| Durango             | 1        | Juaquín Garduño Vargas                                    |         | San Luis Potosí | 2        | María del Socorro Vázquez Chávez Suple a José Guadalupe Vega Macías |         |
| Durango             | 2        | J.Natividad Ibarra Rayas                                  |         | San Luis Potosí | 3        | Juan Miranda Uresti Suple a Emilio de Jesús Ramírez Guerrero        |         |
| Durango             | 3        | Rubén Hernández Higuera                                   |         | San Luis Potosí | 4        | Hugo Ariel Acuña Piña Suple a Miguel de J. Martínez Castro          |         |
| Durango             | 4        | María Albertina Barbosa Espinoza                          |         | San Luis Potosí | 5        | Abel Vázquez Castillo Suple a Fructuoso López Cárdenas              |         |
| Durango             | 5        | J. Leodegario Soto Cesaretti                              |         | San Luis Potosí | 6        | Juana González Ortiz Suple a Gonzalo Martínez Corbalá               |         |
| Durango             | 6        | Lázaro Pasillas Rodríguez                                 |         | San Luis Potosí | 7        | Julio Daniel Domínguez Hernández Suple a Rebeca Guevara de Terán    |         |
| Guanajuato          | 1        | Miguel Montes García                                      |         | Sinaloa         | 1        | Ramón Alejo Váldez López                                            |         |
| Guanajuato          | 2        | Elías Villegas Torres                                     |         | Sinaloa         | 2        | Benito Juárez Camacho                                               |         |
| Guanajuato          | 3        | Héctor Ortiz Manríquez Suple a Vicente Fox Quesada        |         | Sinaloa         | 3        | Jorge del Rincón Bernal                                             |         |
| Guanajuato          | 4        | Antonio del Río Abaunza                                   |         | Sinaloa         | 4        | Juan Rodolfo López Monroy                                           |         |
| Guanajuato          | 5        | Rubén García Farías                                       |         | Sinaloa         | 5        | Martín Gavica Garduño                                               |         |
| Guanajuato          | 6        | Gilberto Muñoz Mosqueda                                   |         | Sinaloa         | 6        | Ma.Eduwiges Vega Padilla                                            |         |
| Guanajuato          | 7        | Álvaro Uribe Sálas                                        |         | Sinaloa         | 7        | David Miranda Valdez                                                |         |
| Guanajuato          | 8        | José Manuel Mendoza Márquez                               |         | Sinaloa         | 8        | Rafael Núñez Pellegrín                                              |         |
| Guanajuato          | 9        | María Esther Valiente Govea                               |         | Sinaloa         | 9        | Pablo Moreno Cota                                                   |         |
| Guanajuato          | 10       | Everardo Vargas Zavala                                    |         | Sonora          | 1        | Armando López Nogales                                               |         |
| Guanajuato          | 11       | José Pedro Gama Medina                                    |         | Sonora          | 2        | Francisco Javier Pavlovich Robles                                   |         |
| Guanajuato          | 12       | Jorge García Henaine                                      |         | Sonora          | 3        | José Ignacio Martínez Tadeo                                         |         |
| Guanajuato          | 13       | María del Carmen Moreno Contreras                         |         | Sonora          | 4        | Juan Manuel Verongo Rosas                                           |         |
| Guerrero            | 1        | Carlos Javier Vega Memije                                 |         | Sonora          | 5        | Víctor Hugo Celaya Celaya                                           |         |
| Guerrero            | 2        | Félix Salgado Macedonio                                   |         | Sonora          | 6        | Sergio Jesús Torres Serrano                                         |         |
| Guerrero            | 3        | Valdemar Soto Jaimes                                      |         | Sonora          | 7        | Ramiro Valdez Fontes                                                |         |
| Guerrero            | 4        | Guadalupe Gómez Maganda Bermeo                            |         | Tabasco         | 1        | Gustavo Rosario Torres                                              |         |
| Guerrero            | 5        | Blas Vergara Aguilar                                      |         | Tabasco         | 2        | Darvin González Ballina                                             |         |
| Guerrero            | 6        | Juan Albarrán Castañeda                                   |         | Tabasco         | 3        | Joaquín Ruíz Becerra                                                |         |
| Guerrero            | 7        | Pablo Ávalos Castro                                       |         | Tabasco         | 4        | Víctor León Ramos Zoila                                             |         |
| Guerrero            | 8        | Jaime Castrejón Diez                                      |         | Tabasco         | 5        | Fredi Chable Torrano                                                |         |
| Guerrero            | 9        | María Inés Solís González                                 |         | Tamaulipas      | 1        | Jesús González Bastien                                              |         |
| Guerrero            | 10       | Rubén Figueroa Alcocer                                    |         | Tamaulipas      | 2        | José Elías Leal Suple a Jorge Constantino Barba Islas               |         |
| Hidalgo             | 1        | Esthela Rojas de Soto                                     |         | Tamaulipas      | 3        | Miguel Treviño Emparán                                              |         |
| Hidalgo             | 2        | Alberto Assad Ávila                                       |         | Tamaulipas      | 4        | Jaime Rodríguez Inurrigarro                                         |         |
| Hidalgo             | 3        | César Humberto Vieyra Salgado                             |         | Tamaulipas      | 5        | Álvaro Homero Garza Cantú                                           |         |
| Hidalgo             | 4        | Orlando Arvizu Lara                                       |         | Tamaulipas      | 6        | Julián Murillo Navarro                                              |         |
| Hidalgo             | 5        | Gregorio Javier Bonilla Chávez                            |         | Tamaulipas      | 7        | Bernardino Canchola Herrera                                         |         |
| Hidalgo             | 6        | Rodolfo Ruiz Pérez Escobar                                |         | Tamaulipas      | 8        | Manuel Cavazos Lerma                                                |         |
| Jalisco             | 1        | Blanca Leticia Escoto                                     |         | Tamaulipas      | 9        | Raúl García Leal                                                    |         |
| Jalisco             | 2        | Sergio Alfonso Rueda Montoya                              |         | Tlaxcala        | 1        | Félix Pérez Amador                                                  |         |
| Jalisco             | 3        | Silvano Urzua Ochoa                                       |         | Tlaxcala        | 2        | Jesús Pelecastre Rojas                                              |         |
| Jalisco             | 4        | Alfredo Oropeza García                                    |         | Veracruz        | 1        | Carlos Herrera Rodríguez                                            |         |
| Jalisco             | 5        | Héctor A. Ixtlahuac Gaspar                                |         | Veracruz        | 2        | Graciela Gómez Rodríguez de Ibarra                                  |         |
| Jalisco             | 6        | Julián Orozco González                                    |         | Veracruz        | 3        | Vicente Sequera Mercado                                             |         |
| Jalisco             | 7        | Juan Enrique Ibarra Pedroza                               |         | Veracruz        | 4        | Edmundo Martínez Zaleta                                             |         |
| Jalisco             | 8        | Margarita Gómez Juárez                                    |         | Veracruz        | 5        | Gustavo Moreno Ramos                                                |         |
| Jalisco             | 9        | Francisco Galindo Musa                                    |         | Veracruz        | 6        | Ricardo Olivares Pineda                                             |         |
| Jalisco             | 10       | Francisco Javier Santillán Oceguera                       |         | Veracruz        | 7        | Dionisio Pérez Jácome                                               |         |
| Jalisco             | 11       | Ismael Orozco Loreto                                      |         | Veracruz        | 8        | Fernando Córdoba Lobo                                               |         |
| Jalisco             | 12       | Ramiro Hernández García                                   |         | Veracruz        | 9        | Alberto Andrade Rodríguez                                           |         |
| Jalisco             | 13       | César L. Coll Carabias                                    |         | Veracruz        | 10       | Adalberto Díaz Jacome                                               |         |
| Jalisco             | 14       | José Manuel Martínez Aguirre                              |         | Veracruz        | 11       | Rodolfo Duarte Rivas                                                |         |
| Jalisco             | 15       | Gregorio Curiel Díaz                                      |         | Veracruz        | 12       | Gilberto Uzlanga Medina                                             |         |
| Jalisco             | 16       | Jesús Oscar Navarro Gareta                                |         | Veracruz        | 13       | Humberto Peña Reyes                                                 |         |
| Jalisco             | 17       | Sofía Valencia Abundis                                    |         | Veracruz        | 14       | Vicente Torres Ruiz                                                 |         |
| Jalisco             | 18       | Antonio Álvarez Esparza                                   |         | Veracruz        | 15       | Marco Antonio Castellanos López                                     |         |
| Jalisco             | 19       | Oscar Chacón Iñiguez                                      |         | Veracruz        | 16       | Nicodemus Santos Luck                                               |         |
| Jalisco             | 20       | Raúl Octavio Espinoza Martínez                            |         | Veracruz        | 17       | Antonio Cruz Sánchez                                                |         |
| México              | 1        | Sara Esthela Velázquez Sánchez                            |         | Veracruz        | 18       | Francisco Sánchez Rodríguez                                         |         |
| México              | 2        | Héctor Jarquín Hernández                                  |         | Veracruz        | 19       | Luis Antonio Pérez Fraga                                            |         |
| México              | 3        | Octavio Moreno Toscano                                    |         | Veracruz        | 20       | Jorge Sierra Gallardo                                               |         |
| México              | 4        | Agustín Gasca Pliego                                      |         | Veracruz        | 21       | Américo Javier Flores Nava                                          |         |
| México              | 5        | Jaime Almazán Delgado                                     |         | Veracruz        | 22       | Fernando Palacios Vela                                              |         |
| México              | 6        | Magdaleno Luis Miranda Reséndiz                           |         | Veracruz        | 23       | Rosa Elena Guizar Villa                                             |         |
| México              | 7        | Luis Martínez Souverville Rivera                          |         | Yucatán         | 1        | Ana Rosa Payán Cervera                                              |         |
| México              | 8        | Alfonso Alcocer Velázquez                                 |         | Yucatán         | 2        | Carlos Rubén Calderón y Cecilio                                     |         |
| México              | 9        | Rafael Pedro Caray Cornejo                                |         | Yucatán         | 3        | Noé Antonio Peniche Patrón                                          |         |
| México              | 10       | José Luis Salcedo Solís                                   |         | Yucatán         | 4        | Eric Luis Rubio Barthell                                            |         |
| México              | 11       | Javier Gaeta Vázquez                                      |         | Zacatecas       | 1        | Julián Ibargüengoítia Cabral                                        |         |
| México              | 12       | Regulo Pastor Hernández Rivera                            |         | Zacatecas       | 2        | Ricardo Monreal Ávila                                               |         |
| México              | 13       | Antonio Silva Beltrán                                     |         | Zacatecas       | 3        | Victorio de la Torre                                                |         |
| México              | 14       | José de Jesús Miramontes Jiménez                          |         | Zacatecas       | 4        | Carlos Pavón Campos                                                 |         |
| México              | 15       | Martha Patricia Rivera Pérez                              |         | Zacatecas       | 5        | José Manuel Ríos Núñez                                              |         |

### Diputados por representación proporcional
| Circunscripción | Diputado                            | Partido | Circunscripción | Diputado                          | Partido |
| --------------- | ----------------------------------- | ------- | --------------- | --------------------------------- | ------- |
| Primera         | Bernardo Bátiz                      |         | Tercera         | Héctor Colío Galindo              |         |
| Primera         | Abel Vicencio Tovar                 |         | Tercera         | Abigaíl Cruz Lázaro               |         |
| Primera         | Miguel Hernández Labastida          |         | Tercera         | Tomás Gutiérrez Narváez           |         |
| Primera         | Gerardo Medina Valdés               |         | Tercera         | Nicolás Salazar Ramírez           |         |
| Primera         | Juan José Medrano Castillo          |         | Tercera         | Heray Lescieur Molina             |         |
| Primera         | Carmen Segura Rangel                |         | Tercera         | Julio Jácome López                |         |
| Primera         | Gaudencio Vera Vera                 |         | Tercera         | Virgilio Escamilla Ballesteros    |         |
| Primera         | Alejandro Díaz Pérez Duarte         |         | Tercera         | Margarito Ruiz Hernández          |         |
| Primera         | María del Carmen Ramírez de O       |         | Tercera         | Alberto Anaya Gutiérrez           |         |
| Primera         | Hiram Escudero Álvarez              |         | Tercera         | Raúl Filiberto Placencia Arellano |         |
| Primera         | Jesús Bravo Cid de León             |         | Tercera         | Pedro Etienne Llano               |         |
| Primera         | Jorge Alberto Ling Altamirano       |         | Tercera         | Alfredo Pliego Aldana             |         |
| Primera         | Jaime Sabines                       |         | Tercera         | Manuel López Zorrilla             |         |
| Primera         | Antonio Martínez Baez               |         | Tercera         | Alexander Santos Álvarez          |         |
| Primera         | Horacio Labastida Muñoz             |         | Tercera         | Juana García Palomares            |         |
| Primera         | Luz Lajous Vargas                   |         | Tercera         | Gilberto Ortiz Medina             |         |
| Primera         | Francisco Ortiz Mendoza             |         | Tercera         | Horacio Treviño Valdez            |         |
| Primera         | José Antonio Carlos Hernández       |         | Tercera         | J. Aldredo Monsreal W.            |         |
| Primera         | Manuel Marcué Pardiñas              |         | Tercera         | Ramón Garza Rodríguez             |         |
| Primera         | Celia Torres Chavarría              |         | Tercera         | David Ramírez Márquez             |         |
| Primera         | Jorge Martínez y Almaraz            |         | Cuarta          | Alfredo Manuel Arenas Rodríguez   |         |
| Primera         | Gloria Rodríguez Aceves             |         | Cuarta          | Gildardo Gómez Verónica           |         |
| Primera         | Herón Maya Anguiano                 |         | Cuarta          | Luisa María Calderón Hinojosa     |         |
| Primera         | Paloma Hernández Oliva              |         | Cuarta          | Jesús Ramón Rojo Gutiérrez        |         |
| Primera         | Patricia Olamendi Torres            |         | Cuarta          | Norberto Corella Gil Samaniego    |         |
| Primera         | Amalia García                       |         | Cuarta          | José Antonio Gándara Terrazas     |         |
| Primera         | Pablo Gómez Álvarez                 |         | Cuarta          | Alfonso Méndez Ramírez            |         |
| Primera         | Osiris Cantú Ramírez                |         | Cuarta          | Espiridión Sánchez López          |         |
| Primera         | Armando Armenta Scott               |         | Cuarta          | Pedro Rigoberto López Alarid      |         |
| Primera         | Rafael Aguilar Talamantes           |         | Cuarta          | José de Jesús Ochoa               |         |
| Primera         | José Nelson Madrigal Gómez          |         | Cuarta          | Ceferino Ramos Nuño               |         |
| Primera         | Rubén Venaderos Valenzuela          |         | Cuarta          | José Natividad Jiménez Moreno     |         |
| Primera         | Armando Pascual Herrera Guzmán      |         | Cuarta          | Ambrosio Montellano Bustos        |         |
| Primera         | Roberto Jaramillo Flores            |         | Cuarta          | José González Morfín              |         |
| Primera         | Pedro Manuel Cruz López Díaz        |         | Cuarta          | José Luis Lamadrid Sauza          |         |
| Primera         | José Luis Alonso Sandoval           |         | Cuarta          | Alfonso Garzón Santibáñez         |         |
| Primera         | Óscar Mauro Ramírez Ayala           |         | Cuarta          | Alberto Javier Ahumada Padilla    |         |
| Primera         | Rafael Yudico Colín                 |         | Cuarta          | Hermenegildo Anguiano Martínez    |         |
| Primera         | Alberto Bernal González             |         | Cuarta          | Guillermo Castellanos Martínez    |         |
| Primera         | Leopoldo López Muñoz                |         | Cuarta          | Sergio Quiroz Miranda             |         |
| Segunda         | Rodolfo Elizondo Torres             |         | Cuarta          | Leonel Godoy Rangel               |         |
| Segunda         | Teresa Ortuño Gurza                 |         | Cuarta          | Luis Jacobo García                |         |
| Segunda         | Juan Antonio García Villa           |         | Cuarta          | Crecencio Morales Ordóñez         |         |
| Segunda         | Horacio González de las Casas       |         | Cuarta          | Ernesto Rivera Herrera            |         |
| Segunda         | Pedro César Acosta                  |         | Cuarta          | Juan N. Guerra                    |         |
| Segunda         | María Guadalupe Rodríguez Carrera   |         | Cuarta          | Gerardo Ávalos Lemus              |         |
| Segunda         | Carlos Aguilar Camargo              |         | Cuarta          | José Antonio Ríos Rojo            |         |
| Segunda         | Félix Bueno Carrera                 |         | Cuarta          | José Enrique Rojas Bernal         |         |
| Segunda         | Ramón Martín Huerta                 |         | Cuarta          | Armando Duarte Móller             |         |
| Segunda         | Matías Salvador Fernández Gavaldón  |         | Cuarta          | Gregorio Urías Germán             |         |
| Segunda         | José Zeferino Esquerra Corpus       |         | Cuarta          | Francisco Chávez Alfaro           |         |
| Segunda         | José Ángel Luna Mijares             |         | Cuarta          | José Miguel Pelayo López          |         |
| Segunda         | Miguel Ángel Almaguer Zárate        |         | Cuarta          | Víctor Manuel Ávalos Limón        |         |
| Segunda         | José Ramón Medina Padilla           |         | Cuarta          | Juan Jaime Hernández              |         |
| Segunda         | Francisco de Jesús Cabrera González |         | Cuarta          | Manuel Patricio Estévez N.        |         |
| Segunda         | Eleazar Guadalupe Cobos Borrego     |         | Cuarta          | Lorenzo Ruiz Gómez                |         |
| Segunda         | Leobardo Gutiérrez Gutiérrez        |         | Cuarta          | Héctor Beltrán Manríquez          |         |
| Segunda         | Ramiro Pedroza Torres               |         | Cuarta          | Ismael Yáñez Centeno Cabrera      |         |
| Segunda         | Salvador Revueltas Olvera           |         | Cuarta          | Luis Gambino Heredia              |         |
| Segunda         | Judith Murguía Corral               |         | Cuarta          | Salvador Miranda Polanco          |         |
| Segunda         | Augusto Ponce Coronado              |         | Quinta          | Víctor Guerrero González          |         |
| Segunda         | Napoleón Gómez Sada                 |         | Quinta          | Donaciano Ambrosio Velasco        |         |
| Segunda         | Guerrero Chávez Herrera             |         | Quinta          | Gerardo de Jesús Arellano Aguilar |         |
| Segunda         | Jesús Luján Gutiérrez               |         | Quinta          | Eugenio Ortiz Walls               |         |
| Segunda         | Belisario Aguilar Olvera            |         | Quinta          | José Herrera Reyes                |         |
| Segunda         | Armando Ibarra Garza                |         | Quinta          | María Teresa Cortés Cervantes     |         |
| Segunda         | Alexandro Martínez Camberos         |         | Quinta          | Enrique Martínez Hinojosa         |         |
| Segunda         | Carlos Navarrete Ruiz               |         | Quinta          | Noé Aguilar Tinajero              |         |
| Segunda         | Marcos Carlos Cruz Martínez         |         | Quinta          | Vicente Fuentes Díaz              |         |
| Segunda         | Jesús Ortega Martínez               |         | Quinta          | Andrés Henestrosa                 |         |
| Segunda         | Ignacio Castillo Mena               |         | Quinta          | Cecilio de la Cruz Pineda         |         |
| Segunda         | Juan Manuel Rodríguez González      |         | Quinta          | José de Jesús Pérez               |         |
| Segunda         | Francisco Navarro Montenegro        |         | Quinta          | Abraham Martínez Álvarez          |         |
| Segunda         | José Jaime Enríquez Pérez           |         | Quinta          | Jorge Cruickshank García          |         |
| Segunda         | Tomás Pedroza Esparza               |         | Quinta          | Mario Vázquez Martínez            |         |
| Segunda         | Rommel Contreras Flores             |         | Quinta          | Modesto Cárdenas García           |         |
| Segunda         | Ernesto Aureliano Jiménez Mendoza   |         | Quinta          | Félix Mercado Téllez              |         |
| Segunda         | Erasmo López Villarreal             |         | Quinta          | José Marín Rebollo                |         |
| Segunda         | Francisco Castañeda Ortiz           |         | Quinta          | Carmen Mercado Téllez             |         |
| Segunda         | Lorenzo Treviño Santos              |         | Quinta          | Gregorio Lorenzo Domínguez        |         |
| Tercera         | Leopoldo Homero Salinas Gaytán      |         | Quinta          | Lucio Bermúdez Aristeo            |         |
| Tercera         | Eduardo Arias Aparicio              |         | Quinta          | Carlos Bracho                     |         |
| Tercera         | Benito Rosel Isaac                  |         | Quinta          | Daniel López Nelio Santiago       |         |
| Tercera         | Roger Cicero Mac-Kinney             |         | Quinta          | Reynaldo Rosas Domínguez          |         |
| Tercera         | Carlos Castillo Peraza              |         | Quinta          | Ciro Mayén Mayén                  |         |
| Tercera         | María Leonor Sarre de Guerrero      |         | Quinta          | José del Carmen Enríquez Rosado   |         |
| Tercera         | Américo Alejandro Ramírez Rodríguez |         | Quinta          | Rosalío Wences Reza               |         |
| Tercera         | Constantino Cirilo Palacios         |         | Quinta          | José Antonio Montes Vargas        |         |
| Tercera         | Manuel de Jesús Ponce González      |         | Quinta          | Odón Madariaga Cruz               |         |
| Tercera         | Luis Alberto Delgado Esteva         |         | Quinta          | Jesús Alfredo Fernández Gardea    |         |
| Tercera         | Mario Armando Riojas Almanza        |         | Quinta          | Ismael Félix Galán Baños          |         |
| Tercera         | Eugenio Soto Medina                 |         | Quinta          | Mariano Leyva Domínguez           |         |
| Tercera         | José Trinidad Lanz Cárdenas         |         | Quinta          | Catalino Mendoza Vázquez          |         |
| Tercera         | Liborio Pérez Elorriaga             |         | Quinta          | Manuela Sánchez López             |         |
| Tercera         | Adalberto Porte Petit               |         | Quinta          | Paula Vargas Florencio            |         |
| Tercera         | Humberto Pulido García              |         | Quinta          | José Francisco Melo Torres        |         |
| Tercera         | Eleazar Ruiz Cerda                  |         | Quinta          | Alberto Pérez Fontecha            |         |
| Tercera         | Melchor de los Santos Ordóñez       |         | Quinta          | María Teresa Dorantes Jaramillo   |         |
| Tercera         | Guillermo Garza Luna                |         | Quinta          | Humberto Esqueda Negrete          |         |
| Tercera         | Román Ramírez Contreras             |         | Quinta          | Teodoro Altamirano Robles         |         |

### Presidentes de la Gran Comisión de la Cámara de Diputados
- (1988 - 1991): Guillermo Jiménez Morales
- (1991): Socorro Díaz Palacios

### Coordinadores parlamentarios
- Partido Acción Nacional (PAN):
  - Abel Vicencio Tovar
- Partido Revolucionario Institucional (PRI):
  - Guillermo Jiménez Morales
- Partido Popular Socialista (PPS):
  - Francisco Ortíz Mendoza
- Partido Mexicano Socialista (PMS):
  - Pablo Gómez
- Corriente Democrática:
  - Ignacio Castillo Mena
- Partido del Frente Cardenista de Reconstrucción Nacional:
  - Pedro Etienne Llano
- Partido Auténtico de la Revolución Mexicana (PARM):
  - Óscar Mauro Ramírez Ayala